# Kasejovice zastávka
Kasejovice zastávka je název zaniklé železniční zastávky, která se nacházela v km 13,390 neelektrizované jednokolejné trati Nepomuk–Blatná nedaleko města Kasejovice v okrese Plzeň-jih. 
Zastávka vznikla v roce 1990 a sloužila především k obsluze nedalekého Agro Motelu vystavěného v 80. letech 20. století místním zemědělským družstvem (JZD Budovatel). Po celou dobu provozu na ní pravidelné vlaky zastavovaly na znamení. Zrušena byla z důvodu nepotřebnosti v prosinci 2015.